# Союз свободных церквей христиан евангельской веры Украины
Союз свободных церквей христиан евангельской веры Украины (ССЦХЕВ Украины) — объединение пятидесятнических церквей, которые отсчитывают своё начало от проповеди Ивана Воронаева в Одессе.

## Миссия ССЦХЕВУ
Союз Свободных Церквей Христиан Евангельской Веры Украины был основан для взаимной помощи и поддержки отдельных общин в деле проповеди Евангелия на Украине, для централизации Богословского образования и общей организации благотворительной деятельности.
Руководство Союза проявляет заботу о духовном росте церквей, а также направляет свою работу на евангелизационное служение. Параллельно координируется строительство молитвенных домов, открытие и деятельность учебных заведений, работа разных благотворительных учреждений.
Исполнительный орган Союза также представляет и отстаивает интересы каждой отдельной общины перед государством.

## Историческая справка
Исторически на территории современной Украины в начале XX века параллельно возникло два евангельских движения, которые первоначально имели название пятидесятников.
История Союза Свободных Церквей ХЕВ начинается в Одессе, где в 1921 году была открытая первая пятидесятническая церковь. Движение пятидесятников распространилось на города: Одессу, Винницу, Кривой Рог, Днепропетровск, Киев, а также другие города Украины. В 1924—1925 годах было проведено два Съезда Союза и избрано его руководство.
В 1927 году Союз Церквей провел очередной третий Съезд. В состав Союза в то время входило около 400 церквей, которые насчитывали 20 тысяч верующих. Наибольшая центральная церковь в Одессе состояла из 500 прихожан. В 1927 году большевистская власть официально зарегистрировала вышеупомянутый Союз.
В 1930-х годах атеистическо-политический курс советской власти начал решительно меняться в сторону уничтожения любой религиозной деятельности. Большинство религиозных организаций были запрещенные или находились в изгнании. С 1930 по 1944 года Союз переживал времена большого преследования.
Во время Второй мировой войны в 1944 году, благодаря переговорным процессам об открытии так называемой «второй линии фронта» между союзниками антигитлеровской коалиции, в состав которой входили представители западных стран, по договоренности, Сталин был вынужденных освободить политзаключенных, среди которых были также священнослужители разных церквей. Тогда же было освобождено много руководителей пятидесятнического движения.
Но в 1945 году советская власть разрешила организовать и официально зарегистрировать лишь Союз Евангельских Христиан Баптистов, к которому со временем присоединилось немало пятидесятнических церквей, лишь бы получить официальную регистрацию и предотвратить новые репрессии.
Во время распада бывшего Союза, в период так называемой перестройки, пятидесятнические церкви начали обсуждать вопрос о восстановлении своего собственного Союза. В результате, 22 ноября 1990 года был основан Союз Свободных Церквей Христиан Евангельской Веры.

## Современная деятельность
Союз Свободных Церквей Христиан Евангельской Веры Украины является одним из протестантских сообществ на Украине, в состав которого входит около 300 церквей Христиан Евангельской Веры, в котором состоят свыше 21 тысяч верующих. В Союзе постоянно открываются и регистрируются новые Церкви, поэтому количество общин постоянно возрастает.
Союз СЦХЕВ территориально состоит из девяти региональных объединений, которые совершают своё служение в 20 областях Украины и в Республике Крым.
Союз входит во всемирное сообщество евангельских церквей — Международной Ассамблеи Христиан Веры Евангельской.
Главным руководящим органом Союза является Съезд Церквей ХЕВ, на котором осуществляется и координируется общее управление Союзом.
Между Съездами ответственность за руководство Союзом несет Епископский Совет, который осуществляет уставные задачи, контролирует исполнительную работу, и проявляет заботу о деятельности и развитии церквей.
Во главе Епископского совета и, соответственно, Союза стоит Старший Епископ, который избирается Съездом.
На сегодня на Украине должность Старшего Епископа Союза занимает епископ Василий Фёдорович Райчинец.
Деятельность Союза сосредоточена на четырёх основных направлениях, которые скоординированы в такие отделы: 
церковный, 
образовательный, 
миссионерский и 
благотворительный.
Церковный отдел координирует служение и работу разнообразных звеньев церковной жизни, таких как: проповедь Евангелия, работа с детьми и молодежью, воспитание верующих в церквях, создание новых и поддержка существующих общин, регулирование взаимоотношений как в отдельной общине, так и между церквями; отладка сотрудничества с другими христианскими церквями Украины и мира.
Отдел образования занимается вопросами богословского образования священнослужителей, верующих церквей, а также предлагает библейское образование всем желающим. При отделе образования функционируют: Украинская евангельская теологическая семинария (УЕТС) в г. Киеве и три региональные Библейские школы в городах Бердичев (Житомирская область), Красный Луч (Луганская область) и Мариуполь (Донецкая область). Учебные заведения Союза готовят опытных служителей, которые со временем основывают новые общины и помогают в служении в действующих сообществах. При УЕТС открыто расширенное заочное отделение для повышения образовательного уровня действующих служителей церквей, а также работает Международный Заочный Институт, который предлагает всем желающим (как членам, так и не членам церкви) заочную корреспондентскую форму обучения. Под эгидой отдела проходят пасторские конференции, проводятся учебные семинары.
Ещё одним из направлений деятельности отдела образования есть издательская деятельность Союза. Регулярно из печати выходят периодические издания, а также широкий спектр разнообразной библейской и другой духовной литературы.
Благотворительный отдел Союза направляет свою деятельность на поддержку наиболее незащищенных слоев населения нашей страны. Помощь предоставляется инвалидам, одиноким пенсионерам, тяжело больным, детям-сиротам, многодетным семьям. Под руководством отдела работают шесть благотворительных центров, три реабилитационных центра, три благотворительные миссии, два детских оздоровительных лагеря и дом для людей преклонного возраста.
Главной целью Миссионерского отдела являются выполнения Великого Поручения Христа: «Идите и делайте учениками все народы, крестя их во Имя Отца, и Сына, и Святого Духа, уча их сохранять все, что Я заповедал вам»
(Матф. 28:19-20)

## Церковные общины — члены Союза
Киевская христианская евангельская церковь "Голгофа" — Официальный сайт — golgofa.kiev.ua
Евангельская церковь «Благодать», г. Киев, пр. Правды, 96 — Официальный сайт — http://blagodat.in.ua/

## Контактная информация
04075
г. Киев,
ул. Гамарника, 57
для писем: а/я 8,